# Pão-Duro MacMônei
Pão-Duro MacMônei, conhecido como Flintheart Glomgold nos Estados Unidos e em Portugal (nas séries animadas da televisão), é um personagem fictício de banda desenhada da Disney, criado por Carl Barks em 1956. Ele é um pato branco sul-africano e o arqui-inimigo do Tio Patinhas, geralmente retratado como um homem de negócios ambicioso, implacável e manipulador que compartilha muitas das características do Tio Patinhas, como o enorme impulso para acumular riqueza, a astúcia e a criatividade - mas não tem nenhuma das tendências de Patinhas em relação à generosidade e à compaixão. Em A Saga do Tio Patinhas, de Don Rosa, ele é considerado um bôer.
Mac Mônei é um dos principais rivais do Tio Patinhas, juntamente com os Irmãos Metralha, Maga Patalójika e Patacôncio, e também detém o título de segundo pato mais rico do mundo apenas atrás de Patinhas que na história de seu Lançamento "Qual o Mais Rico do Mundo" Tinha Mais de Um Mutiplujilhão e Nove Obsquatumatilhões de Patacas,Já Patinhas tinha Um Mutiplujilhão, Nove Obsquatumatilhões, 623 Patacas e 16 centavos
Mac Mônei é citado pela revista "Forbes" como a terceira personalidade mais rica do universo da ficção (com Tio Patinhas outra vez à frente), tendo aqui fortuna estimada em 51.900.000.000 de dólares, atrás apenas do dragão Smaug (este, com fortuna estimada em 54.100.000.000) e do próprio Tio Patinhas (com 65.400.000.000).

## Contrastando com o Tio Patinhas
Mac Mônei tem diversas diferenças com Patinhas, a começar pelo estilo de vida: Patinhas reside numa gigantesca cidade industrial em expansão continua, enquanto que Mac Mônei reside no vale do Limpopo, rodeado de animais selvagens e longe das ações humanas. Patinhas possuiu uma família vasta, o seu sobrinho Pato Donald, os seus sobrinhos-netos Huguinho, Zezinho e Luisinho, o Gastão, a Vovó Donalda, o Gansolino, o Peninha, as suas irmãs (que aparecem em raras vezes) e uma incontável quantidade de amigos e rivais. Já Mac Mônei apenas tem o seu dinheiro e não tem ninguém exceto Patinhas, com quem disputa. Depois vem as suas fontes de rendimento: Patinhas e Mac Mônei têm uma percentagem da sua fortuna guardada numa caixa-forte e o resto investido num império financeiro em redor do mundo. Ambos impérios são constituídos por todo o tipo de negócios, fábricas, comboios, poços de petróleo, empresas, mas Patinhas tem como principal fonte de riqueza fábricas (algo óbvio para um milionário americano), enquanto Mac Mônei, que reside numa região desabitada, possui minas de diamantes. Além disso, Patinhas é muito mais sentimentalista que Mac Mônei: apesar de sua frieza habitual, Patinhas é bastante generoso e atêncioso, nunca deixaria de ajudar um dos seus familiares em apuros, e sempre amou conseguiu amar alguém: Dora Cintilante, uma cantora que conheceu no Klondike; Mac Mônei, por outro lado não tem familiares por perto, irmãos, sobrinhos ou qualquer parente conhecido apenas foram mencionados ou apareceram em flashbacks, o que o torna ainda mais cruel e solitário do que sempre fora. No final da história O Pato Mais Rico, o diabólico magnata é "adotado" pelos sobrinhos de Patinhas porque não tem quem o ajude. Outro grande contraste dos dois magnatas reside na forma de obter a riqueza: enquanto Patinhas conduz seu império com honra e honestidade (apesar de sua frieza no mundo dos negócios), Mac Mônei sempre se vale de burlar leis, trapacear, praticar subornos e chantagens e outros meios hediondos para atingir sua meta de sobrepujar Patinhas.

## Versão de Carl Barks
Mac Mônei foi criado por Carl Barks na história "O Pato mais rico", rivalizando Patinhas numa corrida de cordel, que era a única que coisa que faltava porque suas fortunas são iguais. Mac Mônei perde porque Patinhas usa um fio de cordel preso a Número Um. Mac Mônei apareceu pela segunda vez em "Campeão de dinheiro", competindo de novo com Patinhas medindo seu dinheiro em balanças gigantescas. Patinhas tenta vender propriedades para ganhar mais dinheiro, mas Mac Mônei sabota. Um vendedor tenta vender um frasco de encolhimento a Patinhas, para que ele encolha o dinheiro do Mac Mônei, mas Patinhas recusa dizendo que ganhará honestamente (e vence). Mac Mônei apareceu pela terceira e última vez em "No Safari", em que Patinhas e os sobrinhos vão à África do Sul em busca de ouro. Mac Mônei, pilotando seu jato particular, tenta matá-los com bombas, mas os patos escapam no deserto. Esta foi a aparição mais obscura da carreira de Mac Mônei.

## Versão de Don Rosa
Vinte anos depois do seu criador se aposentar, Mac Mônei retornaria nas mãos de Don Rosa. A primeira história foi Filho do Sol, em que competia com Patinhas na procura de um tesouro.
Coube a Don Rosa escrever a vida de Patinhas e foi na Saga do Tio Patinhas, que foi demonstrado que Mac Mônei já era desonesto ainda em sua juventude. Com a descoberta de diamante na África, Mac Mônei tentava roubar os diamantes dos trabalhadores e é castigado sendo amarrado a um búfalo. Patinhas, de 25 anos, que estava em África em busca de ouro, salvou-o. Nessa noite, Mac Mônei rouba a carroça de Patinhas e, furioso, Patinhas humilha McMónei em Johannesburgo. Patinhas leva Mac Mônei para a prisão, onde Mac Mônei jura que trabalhará imensamente até se tornar muito rico para que ninguém volte a humilhá-lo. Em uma cena eliminada, Mac Mônei reencontrava-se com Patinhas, quando já tinham ambos 50 anos e eram também poderosos milionários. Nesta cena, Mac Mônei tentava humilhar Patinhas mostrando um diamante mas termina humilhado por Patinhas, que tem um diamante ainda maior. Em termos cronológicos, esta cena ficaria no 11º capítulo da Saga, quando Patinhas construía o seu império financeiro. Mas Don Rosa eliminou esta cena, pois Mac Mônei só deveria reencontrar Patinhas em "O Pato mais rico".
Mac Mônei não era um personagem corrente, porém apareceu em muitas histórias:
- Filho do Sol
- Último Senhor de Eldorado
- A Ilha do Fim do Tempo.
- Uma Coisinha Especial

Em "Um momento muito especial", Mac Mônei une-se aos Metralhas e a Maga Patalójika para tentarem roubar a caixa-forte enquanto todos estiverem distraídos celebrando os 50 anos (no Brasil, 60) da Patópolis industrial. Maga transforma Mac Mônei no presidente para distrair todos os habitantes com um grande discurso, e os Irmãos Metralhas na Margarida, nos três sobrinhos, na Vovó Donalda e Gastão, que entram na caixa-forte, que estava sob a vigilância de Donald. Entretanto, a verdadeira família pato está toda (exceto Donald, pelo motivo citado anteriormente) reunida quando um dos sobrinhos reparar que a sombra do presidente é a sombra do Mac Mônei. Patinhas e os seus familiares voltam à caixa-forte que foi assaltada. Patinhas vai até ao subsolo, onde encontra as ruínas da antiga Patópolis, e encontra os vilões reunidos numa casa velha. Após derrotá-los, Patinhas volta à caixa-forte onde Dora surpreende-o dando-lhe um beijo. Os Metralhas e a Maga, entretanto, roubam a caixa-forte do Mac Mônei (porque o Patinhas lembrou a Maga de que, se ele perder a sua fortuna, em vez de usar a primeira moeda dele, terá que usar a do Mac Mônei), que têm a ousadia de perguntar o que fez para merecer isso.

## A incrível fortuna de Pão-Duro Mac Mônei
Assim como Tio Patinhas, uma marcante característica de Mac Mônei é sua capacidade de fazer dinheiro. Suas principais fontes de renda são sua mina de diamantes na África do Sul e suas plataformas de petróleo em alto mar. Os impressionantes 51,9 bilhões do dólares o fizeram o terceiro personagem mais rico da historia da ficção.

## Outras mídias

### Televisão
- Mac Mônei apareceu mais tarde na série animada Ducktales, como rival de Patinhas. Desta vez, Mac Mônei foi transformado num escocês (devido ao forte apartheid ainda então existente na África do Sul), com direito a gorro escocês e kilt. Além do mais, sua principal riqueza passaram a ser fábricas, além de possuir uma mansão na parte pobre de Patópolis. Embora jamais fosse mencionado que tivesse uma caixa-forte, num episódio chamado "Trabalhando nas balanças", Patinhas e Mac Mônei competem para ganharem o direito de comercializar uma fruta rara, e devem colocar o seu dinheiro numa balança gigante. Para isso, Mac Mônei teria de vender todas as suas ações, fábricas e empresas, pelo fato de não possuir sua própria caixa-forte. Pão-Duro Mac Mônei foi dublado no Brasil por Francisco José Corrêia.
- No episódio "In Like Blunt" de Darkwing Duck, Mac Mônei faz uma aparição - junto com os Irmãos Metralha e Maga Patalójika - como candidato a agente secreto da S.H.U.S.H..
- Em DuckTales (2017), Mac Mônei é interpetado por Keith Ferguson na versão original e dublado por Élcio Romar na versão brasileira. É o principal antagonista da série, nessa versão a série adotou a história dele ser sul-africano, mas ele finge ser escocês a fim de superar Patinhas. Isto é revelado em A Balada de Duque Mortadela!.